# Ceramussa
Ceramussa (łac. Diocesis Ceramussensis) – stolica historycznej diecezji w Cesarstwie rzymskim w prowincji Numidia zlikwidowana w VII w. podczas ekspansji islamskiej. Współcześnie w północnej Algierii. Obecnie katolickie biskupstwo tytularne.

## Biskupi tytularni
| Lp. | Biskup                          | Funkcja                                       | Od             | Do                   |
| --- | ------------------------------- | --------------------------------------------- | -------------- | -------------------- |
| 1   | Joseph Schubert                 | administrator apostolski Bukaresztu (Rumunia) | czerwiec 1950  | 4 kwietnia 1969      |
| 2   | Augusto Aristizábal Ospina      | biskup pomocniczy Cali (Kolumbia)             | 2 czerwca 1969 | 29 października 1977 |
| 3   | Victor Manuel Maldonado Barreno | biskup pomocniczy Guayaquil (Ekwador)         | 2 lutego 1990  | 17 sierpnia 2025     |